# Лямина, Екатерина Эдуардовна
Екатерина Эдуардовна Лямина (род. 20 ноября 1968, Пущино Московской области) — российский историк литературы, переводчик, публикатор и комментатор. Кандидат филологических наук.
Старший научный сотрудник Института мировой литературы РАН.

## Биография
Родилась в семье научных сотрудников Научного центра биологических исследований в академгородке Пущино. В 1991 году с отличием окончила филологический факультет МГУ, на протяжении учебы занималась в спецсеминаре А. М. Пескова. Кандидат филологических наук (1995, диссертация "Общество «Беседа любителей русского слова»). В 2006—2011 — доцент кафедры культурологии Факультета истории искусств РГГУ, в 2011—2022 — профессор Школы филологии Национального исследовательского университета «Высшая школа экономики», в 2014—2019 — академический руководитель бакалаврской образовательной программы «Филология».
Начала публиковаться с 1991 года. Среди научных интересов — биографические исследования, комментирование литературных текстов, автобиографические и эгодокументы (мемуары, письма, дневники), русско-французские литературные и культурные связи XVIII- первой половины XIX в., петербургский двор, его ритуалы и мифология.
Соавтор онлайн-курса «Нон-фикшн» в Creative Writing School.
Соавтор сообщества ценителей литературы и искусства, просветительского онлайн-проекта, «Переплет» (Проект искусствоведа и прозаика Марии Карайчевой, учителя словесности Наталии Коршуновой, филолога Екатерины Ляминой и художника Дарьи Серебряковой.)

## Заслуги и признание
Премия имени Ваксмахера (2003) за перевод романа Клода Симона «Приглашение» (М.: ОГИ, 2003).

## Книги и подготовленные издания
- Массон Ш. Секретные записки о России времени царствования Екатерины II и Павла I. М.: Новое литературное обозрение, 1996, 208 с. (подготовка текста и комментарии совместно с Е. Е. Пастернак, вступительная статья — совместно с А. М. Песковым).
- Летопись жизни и творчества Е. А. Боратынского / Составитель А. М. Песков. М.: Новое литературное обозрение, 1998, 496 с. (подготовка текста, переводы с фр., архивное обеспечение). ISBN 5-86793-31-9
- Дмитриев М. А. Главы из воспоминаний моей жизни. М.: Новое литературное обозрение, 1998, 752 с. (подготовка текста и комментарии совместно с К. Г. Боленко и Т. Ф. Нешумовой; вступительная статья совместно с К. Г. Боленко).
- «Бедный Жозеф»: Жизнь и смерть Иосифа Виельгорского. Опыт биографии человека 1830-х годов. М.: Языки русской культуры, 1999, 560 с. (совместно с Н. В. Самовер). ISBN 5-7859-0089-0
- Аракчеев: свидетельства современников. М.: Новое литературное обозрение, 2000, 496 с. (вступительная статья; подготовка текстов и комментарии — совместно с Е. Е. Давыдовой; составление — совместно с Е. Е. Давыдовой и А. М. Песковым).
- Записные книжки великого князя Николая Павловича. 1822—1825 / Научн. пер. с франц. Е. Э. Ляминой, О. В. Эдельман; комментарии М. В. Сидоровой, М. И. Силаевой. М.: РОССПЭН, 2013. 904 с.

### Составление
- Тоддес Е. Избранные труды по русской литературе и филологии. М.: Новое литературное обозрение, 2019. 760 с. (составление, вступительная заметка — совместно с О. А. Лекмановым и А. Л. Осповатом; подготовка текста).
- Русско-французский разговорник, или/ou Les Causeries du 7 Septembre: Сб. статей в честь В. А. Мильчиной / Ред.-сост. Е. Лямина, О. Лекманов. М.: Новое литературное обозрение, 2015. 584 с.
- История литературы. Поэтика. Кино. Сб. в честь Мариэтты Омаровны Чудаковой / Редакторы-составители Е. Лямина, О. Лекманов, А. Осповат. М.: Новое издательство, 2012. 584 с.
- А.М.П.: Памяти А. М. Пескова. Редколлегия: А. С. Бодрова, С. Н. Зенкин, Е. Э. Лямина, Н. Н. Мазур, В. А. Мильчина, Н. М. Сперанская. М.: Издательство РГГУ, 2013. 656 с.